# Síndrome de Russell-Silver

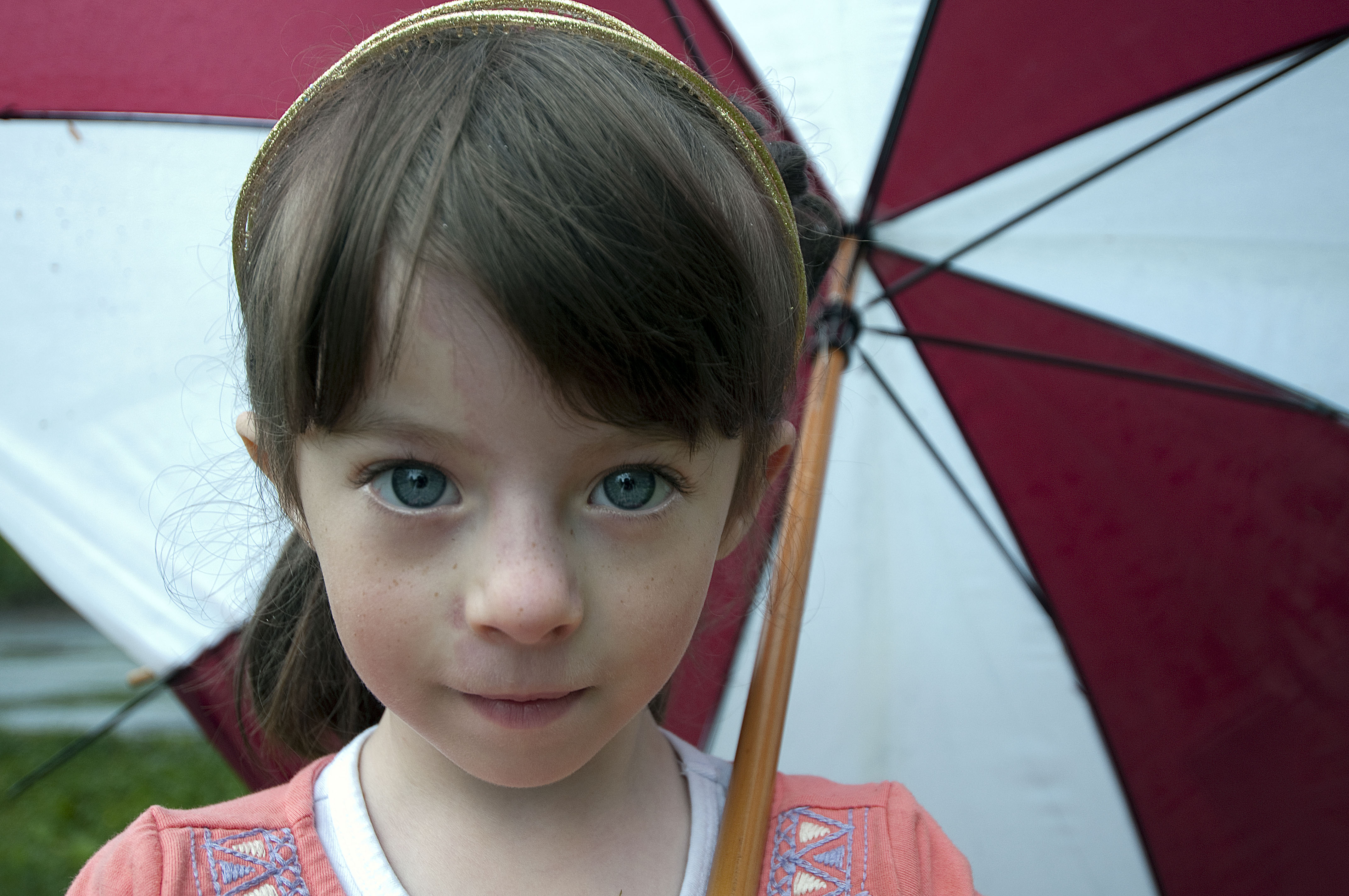

El síndrome de Russell-Silver es una enfermedad hereditaria y congénita, presente desde el momento del nacimiento. Se considera una enfermedad rara por su escasa frecuencia, pues existe un caso por cada 100 000 niños nacidos. Afecta por igual a los dos sexos. La primera descripción fue realizada por Henry Silver en 1953, un año después Alexander Rusell publicó una serie de 5 casos, por lo que se aceptó el término de Russell-Silver o Silver-Russell para nombrar la afección.
Los síntomas principales consisten en anomalías de la cara que tiene un aspecto triangular, con un maxilar inferior pequeño (micrognatia), anomalías dentales, frente amplia y boca ancha con ambas comisuras labiales dirigidas hacia abajo. El crecimiento está retrasado, tanto en el interior del útero como a lo largo de la infancia, alcanzando los pacientes afectados una talla final baja, en torno a 1.50 m para los varones y 1.40 en las mujeres. Otros síntomas son la falta de apetito, la asimetría corporal con hipertrofia relativa de la mitad derecha o izquierda del cuerpo (hemihipertrofia) y anomalías en manos como sindactilia y clinodactilia.
La mayor parte de los casos descritos son esporádicos y no existen antecedentes familiares. La transmisión hereditaria es heterogénea y no sigue un patrón único. Se han encontrado diversas anomalías cromosómicas en los afectados, pero ninguna específica. En algunos casos la herencia va ligada al cromosoma X.
En ocasiones, se ha relacionado el síndrome de Russell-Silver (SRS) con las enfermedades epigenéticas, concretamente, se asocia con los desórdenes de impronta genética, cuya causa principal son anomalías en la metilación de la región cromosómica 11p15.
Algunos investigadores pensaron que podría haber cierta correlación entre las técnicas de reproducción asistidas (TRA) y este síndrome, sin embargo, actualmente hay poca evidencia que vincule el SRS y las TRA. Sí es cierto que hay algún caso puntual, como por ejemplo el de una niña gemela concebida mediante ICSI diagnosticada con SRS. Los estudios moleculares revelaron una hipometilación de la región de control de la impronta paterna H19/IGF2. Su hermana gemela tuvo un crecimiento pre y posnatal normal y un patrón de metilación correcto de la región cromosómica 11p15. Esto proporciona evidencia adicional de una posible relación entre los procedimientos de las técnicas de reprdocucción asistida y los defectos de metilación observados en el SRS. Sin embargo, los estudios futuros deben seguir investigando esta relación.
El pronóstico de la afección es en general bueno, no existe retraso mental ni mayor predisposición a otras enfermedades y tampoco riesgo de muerte. El tratamiento se basa en medidas de orientación nutricional, ortopédicas y rehabilitadoras, para mejorar las diferencias de función entre los miembros derecho e izquierdo debida a la asimetría corporal.
El tratamiento farmacológico para estos niños consiste en medicamentos para estimular el apetito, y en un régimen de inyecciones de la hormona del crecimiento para aumentar la altura.